# Нетрокона (округ)
Нетрокона (бенг. নেত্রকোনা জেলা, англ. Netrokona District) — округ на северо-востоке Бангладеш, в области Маймансингх. Образован в 1984 году. Административный центр — город Нетрокона. Площадь округа — 2810 км². По данным переписи 2001 года население округа составляло 1 937 794 человека. Уровень грамотности взрослого населения составлял 26 %, что значительно ниже среднего уровня по Бангладеш (43,1 %). 83 % населения округа исповедовало ислам, 14 % — индуизм, 3 % — другие религии.

## Административно-территориальное деление
Округ состоит из 10 подокругов.
Подокруга (центр)
1. Мохангандж (Мохангандж)
2. Мадан (Мадан)
3. Кхалиаджури (Кхалиаджури)
4. Пурбадхала (Пурбадхала)
5. Дургапур (Дургапур)
6. Кендуа (Кендуа)
7. Калмаканда (Калмаканда)
8. Бархатта (Бархатта)
9. Атпара (Атпара)
10. Нетрокона-Садар (Нетрокона)